# Lac de Chalain
Le lac de Chalain est un lac glaciaire de 232 hectares (dixième plus grand lac naturel de France) dans la reculée de Chalain, dans le massif du Jura, sur la commune de Fontenu, près de Marigny et Doucier, en Bourgogne-Franche-Comté. Ses vestiges de cité lacustre néolithique (-4000 à -750) à l'extrémité ouest du lac, et du Grand Lac de Clairvaux à 20 km au sud-ouest, sont classés comme monuments historiques depuis 1911. Ils sont classés au Patrimoine mondial de l'UNESCO (non ouvert au public).

## Présentation géographique
Ce lac glaciaire est le plus grand lac naturel du département, avec un site dans une reculée caractéristique. Il est créé par un glacier du Quaternaire. Ses falaises calcaires de 60 à 80 m encadrent le plan d'eau rectangulaire de 232 hectares avec près de 3 km de long, plus de 1 km de large et une profondeur maximale de plus de 30 m (chiffres précis : 2 700 m pour la longueur, 1 100 m pour la largeur et 16,2 m pour la profondeur moyenne). La reculée est orientée Est Ouest et débouche sur la combe d'Ain : le déversoir du lac constitue un bief de 2 km, le Bief de l'Œuf, qui entraîne une turbine de production d'électricité avant de rejoindre la rivière.

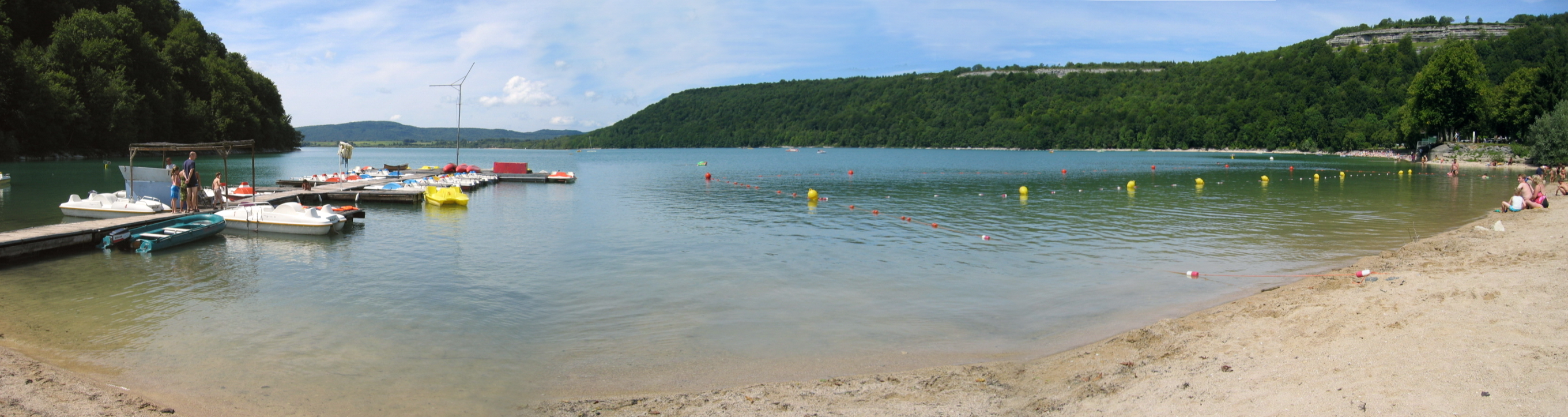

Il est alimenté par plusieurs sources et résurgences qui parcourent souterrainement le relief karstique jurassien depuis les plateaux supérieurs et les lac de Narlay et lac du Vernois. Le belvédère de Fontenu offre une vue panoramique sur le lac.

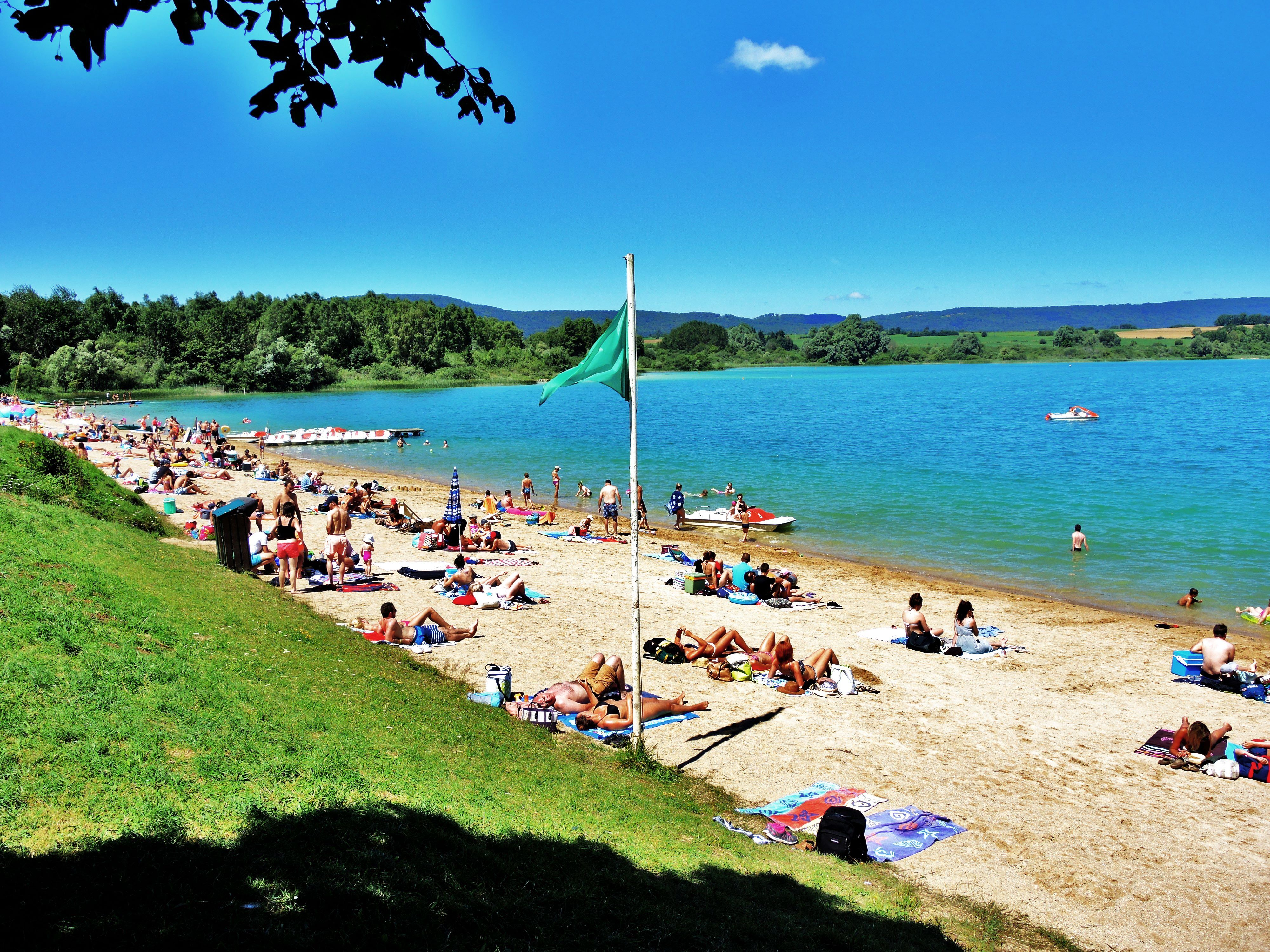
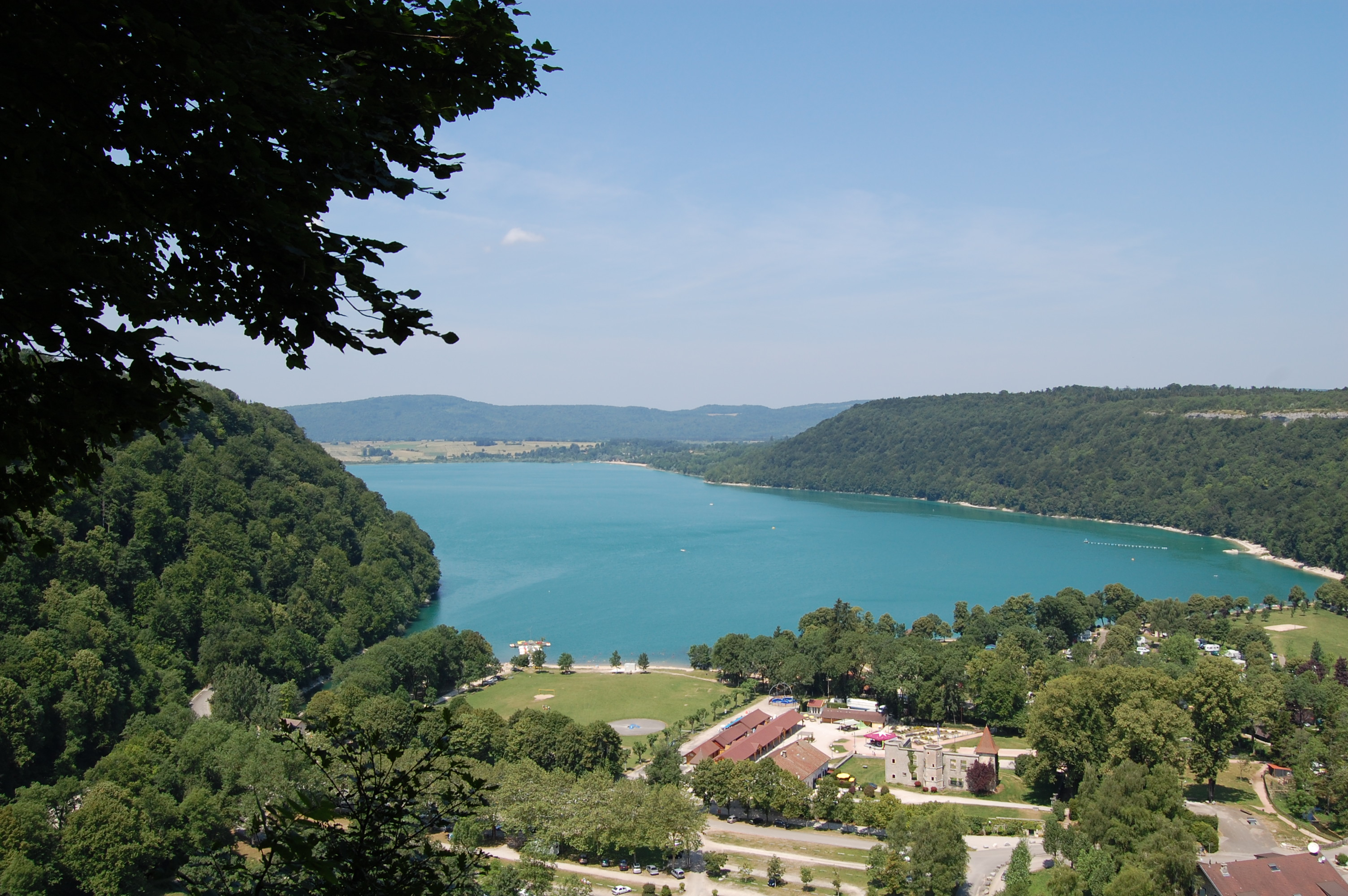
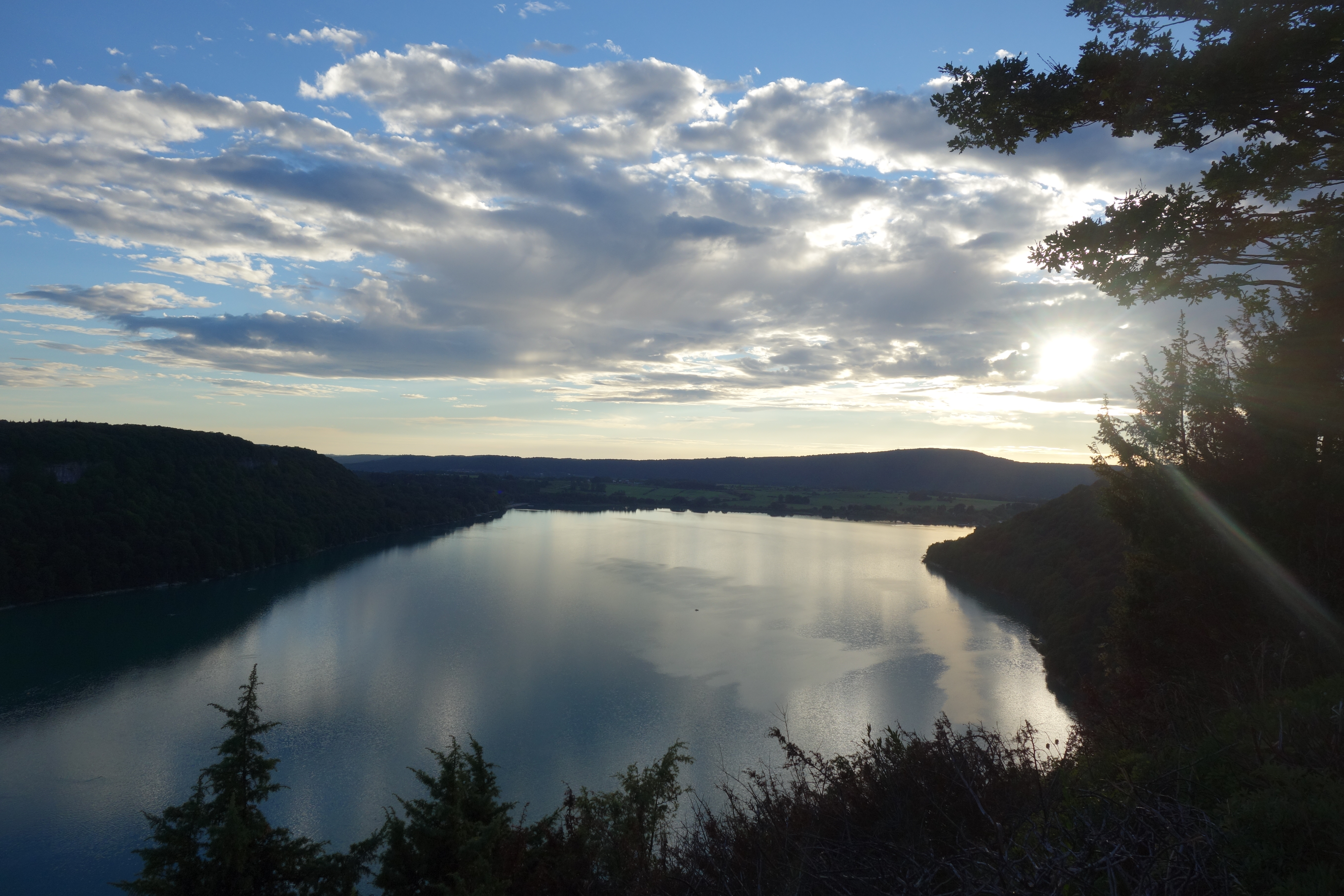

## Histoire
La présence humaine est très ancienne, comme sur les lacs de Clairvaux. Attestée par les fouilles menées en 1904 à l'extrémité ouest du lac lors de l'aménagement du Bief de l'Œuf pour la centrale hydroélectrique d'EDF, et reprises dans les années 2000 ; elles ont mis au jour une implantation s'étendant de -4000 à -750.

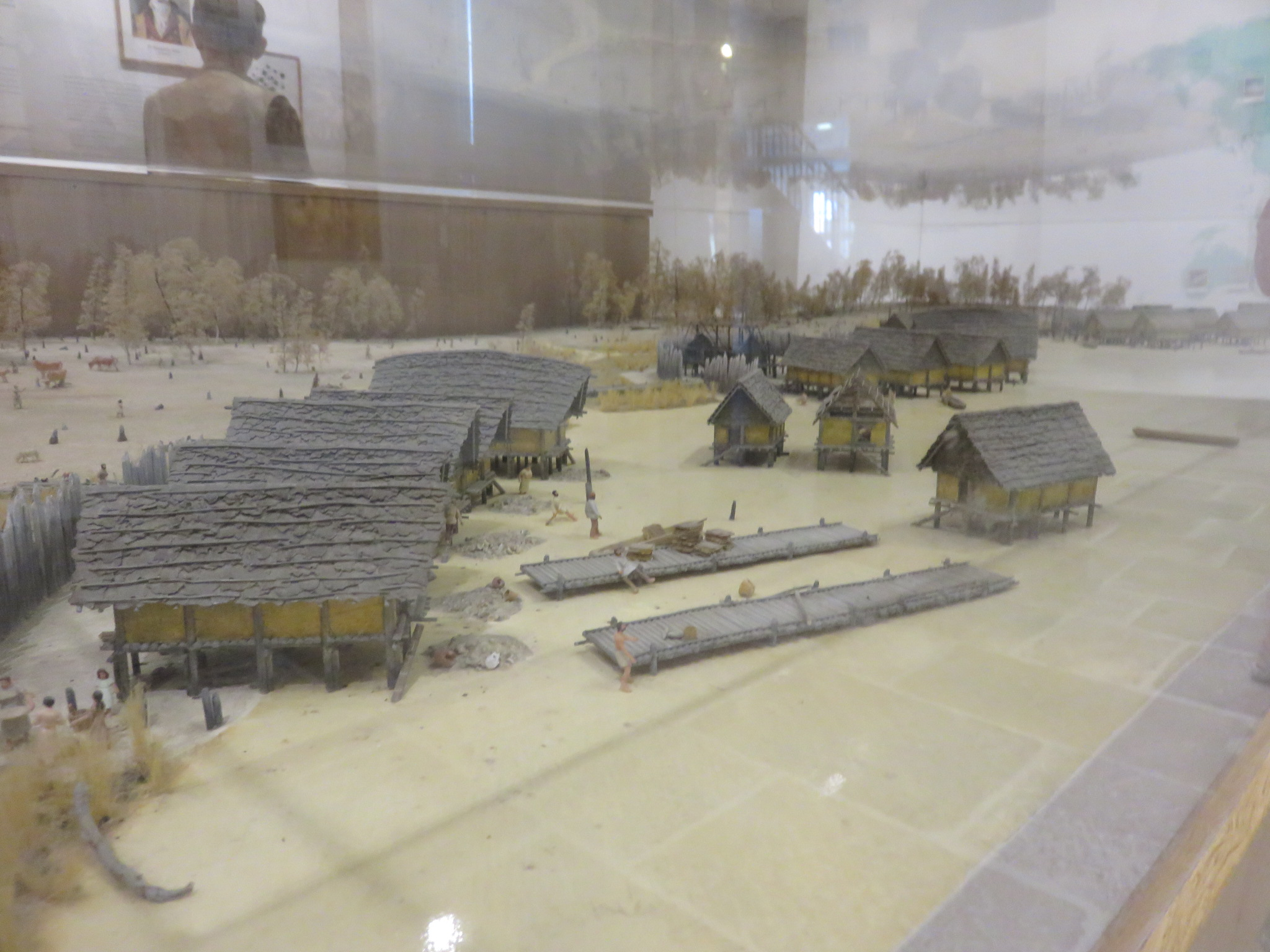
Cité lacustre néolithique (-4000 à -750) sur la rive occidentale du lac.
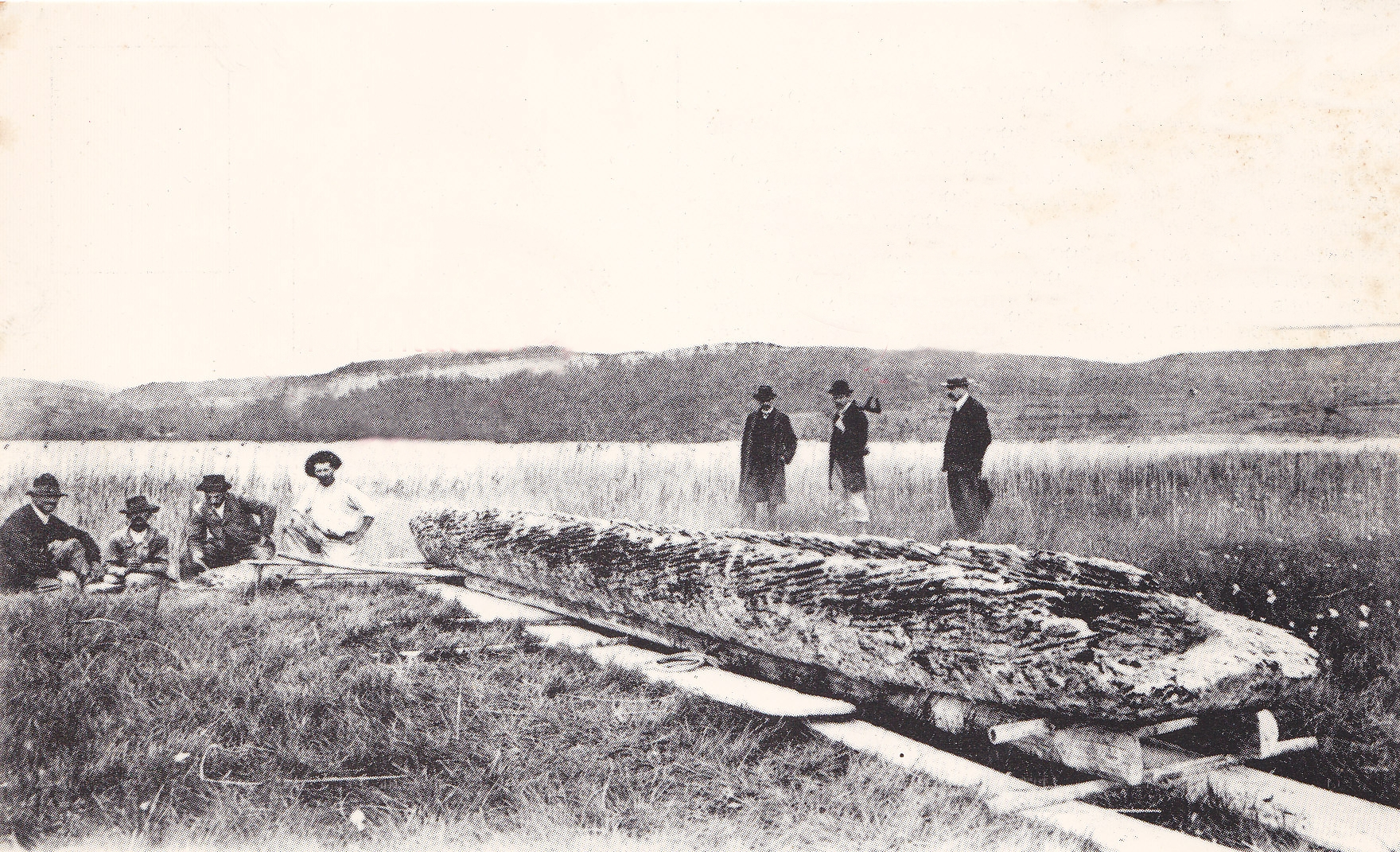
Vestige de pirogue de l'âge du bronze.
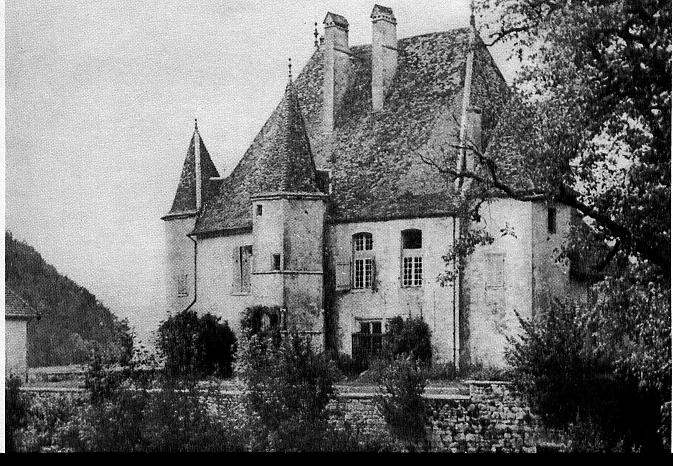
Le château de Chalain avant sa destruction.

D'importants vestiges d'une cité lacustre occupée du Néolithique jusqu'à l'âge du bronze, et une importante collection d'objets (outils, armes, vêtements, chaussure, en bois, tissus, cuir, et poterie) remarquablement préservés par les sédiments du lac, sont regroupés au musée d’archéologie du Jura de Lons-le-Saunier (avec ceux du Grand Lac de Clairvaux à 20 km au sud-ouest) en particulier la pirogue de Chalain (de), une pirogue monoxyle de 9,35 m, creusée dans un tronc de chêne et parfaitement conservée dans les marnes du bord du lac qui n'avait d'ailleurs pas exactement la même configuration qu'aujourd'hui. On l'a d'abord crue néolithique, mais la dendrochronologie a montré qu'elle a été taillée aux environs de -1000, (en -959 exactement), soit à l'âge du bronze final,.
La pirogue reposait parmi les vestiges d'une cité lacustre également datée de l'âge du bronze, dont les maisons sur pilotis, bâties il y a 5000 ans sur les rives du lac, reposent sur des poteaux de chêne ou de frêne avec des planchers de tilleul, de frêne ou de sapin. Des bryophytes étaient mélangés à la terre des murs, pour les consolider et peut-être les rendre plus isolantes, grâce à Neckera crispa Hedw. 
Une partie de ce patrimoine a été dégradée par des travaux récents, par l'abaissement artificiel en 1904 du niveau du lac et par des travaux de captage pour l'hydroélectricité qui ont fait baisser le niveau du lac de 8 mètres en quelques jours, ce qui a permis à la fois la découverte du site archéologique et détruit probablement deux tiers des couches du Néolithique et de l'âge du bronze. Le village lacustre s'est effondré à ce moment-là. En outre, « la mise en culture du bas-marais et le développement des labours profonds » et du drainage de la nappe phréatique. « Les ruines du village ont énormément souffert de l'utilisation de ces plages naturelles par les baigneurs qui, pendant près de vingt ans, ont arraché les poteaux néolithiques qui les gênaient dans leurs activités de loisir. »[source insuffisante]. Les fouilles ont été arrêtées début octobre 2009 par manque de crédit.
En 1911, trois sites du lac sont classés monuments historiques, puis en 1992, la totalité de la réserve archéologique de Chalain est classée à ce titre. En 2011, l'UNESCO inscrit le site de Chalain (ainsi que Clairvaux) au patrimoine mondial,.
Au Moyen Âge le château-relais de chasse de Chalain est construit vers le XIIIe siècle sur une légère butte dans le fond de la reculée. Plusieurs fois remanié au cours des siècles (principalement aux XVIe siècle et XVIIIe siècle), il est abandonné puis incendié accidentellement en août 1945. Le lac et le domaine qui l'entoure sont acquis par divers propriétaires dont la famille Blandin en 1693 (seigneurs de Chalain et de Fontenu, dont la branche locale s'est éteinte dans les années 1960). L'ensemble est alors acquis par le département du Jura.
Le 19 janvier 2022, le lac est le théâtre d'un tragique fait divers lorsqu'après avoir glissé sur une plaque de verglas, une voiture termine sa course au fond de celui-ci, tuant la conductrice et trois de ses passagers, tous scolarisés au lycée polyvalent Paul-Emile-Victor de Champagnole.

## Écologie, environnement
Le lac contient une épaisse couche de sédiment de type craie lacustre.

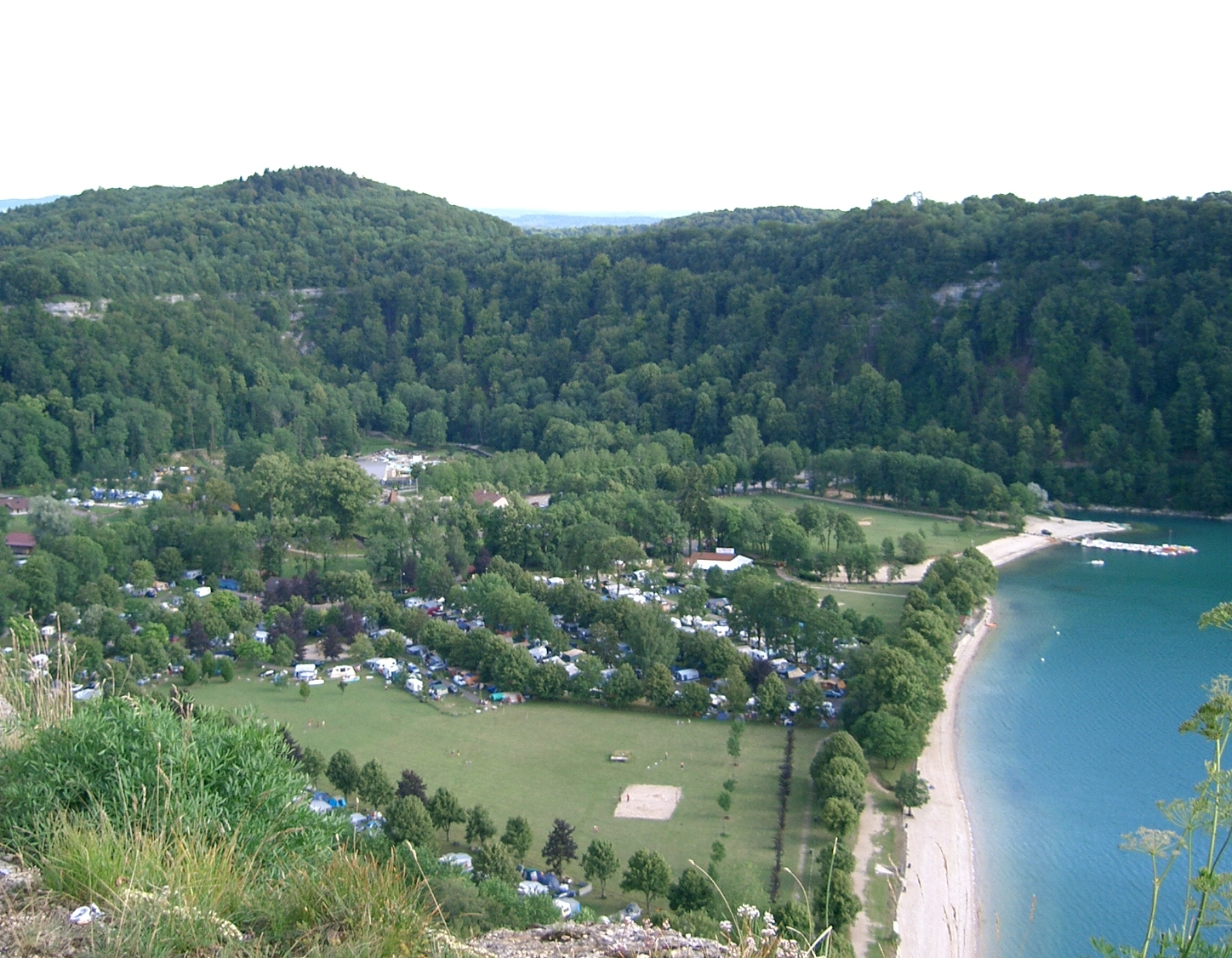
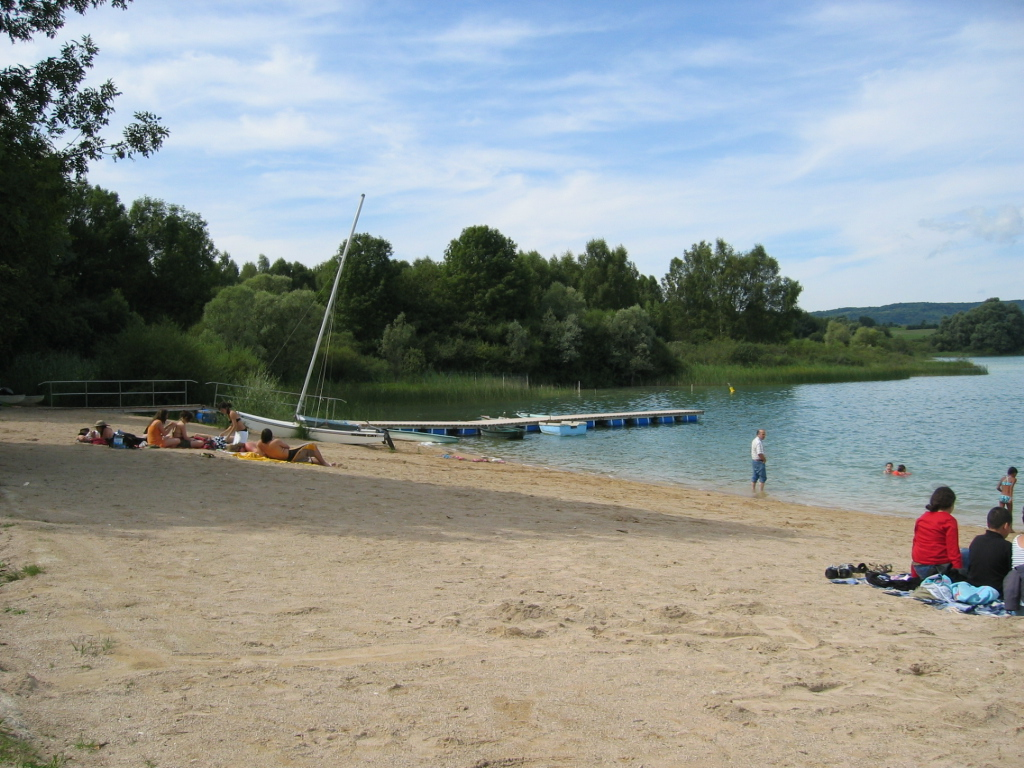
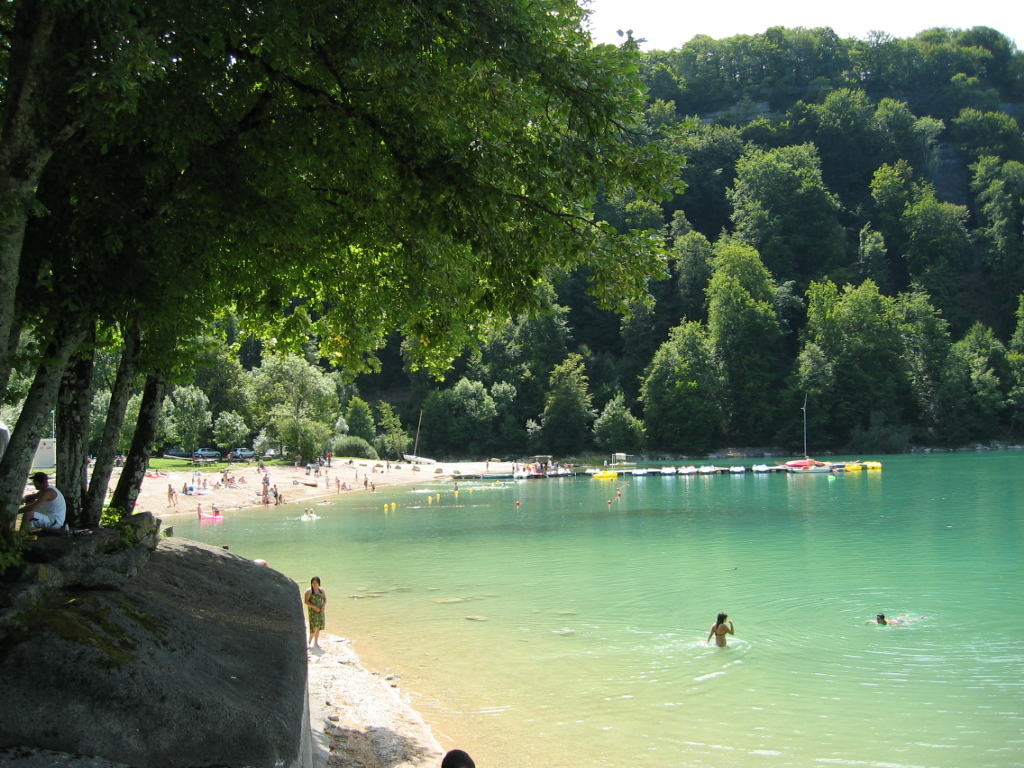
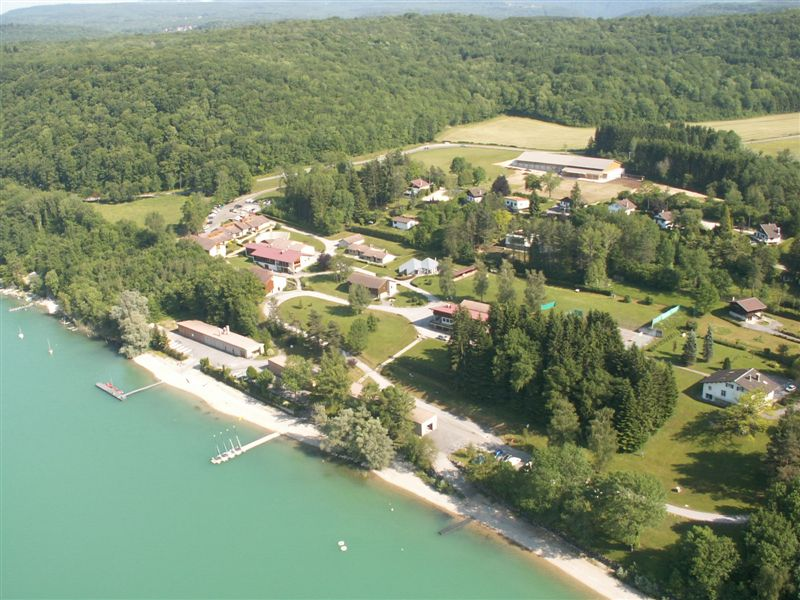

Dans sa partie centrale, l'extrémité occidentale du lac abrite sur la zone de craies lacustres émergées à l'étiage, un rivage de haut intérêt botanique, avec des espèces protégées et inscrites sur la liste rouge des espèces menacées, devant faire l'objet d'une protection absolue. Cette bordure du bas marais calcicole est très vulnérable au piétinement. L'accès y a donc été interdit afin de protéger ces complexes paysagers intéressants et sites archéologiques protégés au titre des monuments historiques.
Les touristes francs-comtois mais aussi européens (néerlandais, anglais, suisses) affluent au lac qui est depuis les années 1950 la propriété du département du Jura ainsi qu'un centre touristique important avec son camping haut de gamme (le plus grand de Franche-Comté) et sa base de loisirs. La gestion est assurée par la Régie départementale du Domaine de Chalain (qui gère également le camping du Domaine de Surchauffant au bord du lac de Vouglans). En 2022, le conseil départemental vote la fermeture définitive et immédiate du camping afin de préserver le lac qui est en voie d'eutrophisation. Une étude doit également déterminer l'impact environnemental des exploitations agricoles riveraines au lac.
Dès l'année suivant, le niveau du lac n'est plus abaissé, ce qui permettait de créer une plage de sable, mais laissé à son niveau d'étiage naturel. Ainsi, la plage naturiste disparait également et celle du camping La Pergola est fermée. Le camping du Domaine de Chalain est transformé en base de loisir. L'objectif du conseil départemental étant de favoriser un tourisme limité et de proximité, jugé moins dommageable pour l'environnement.

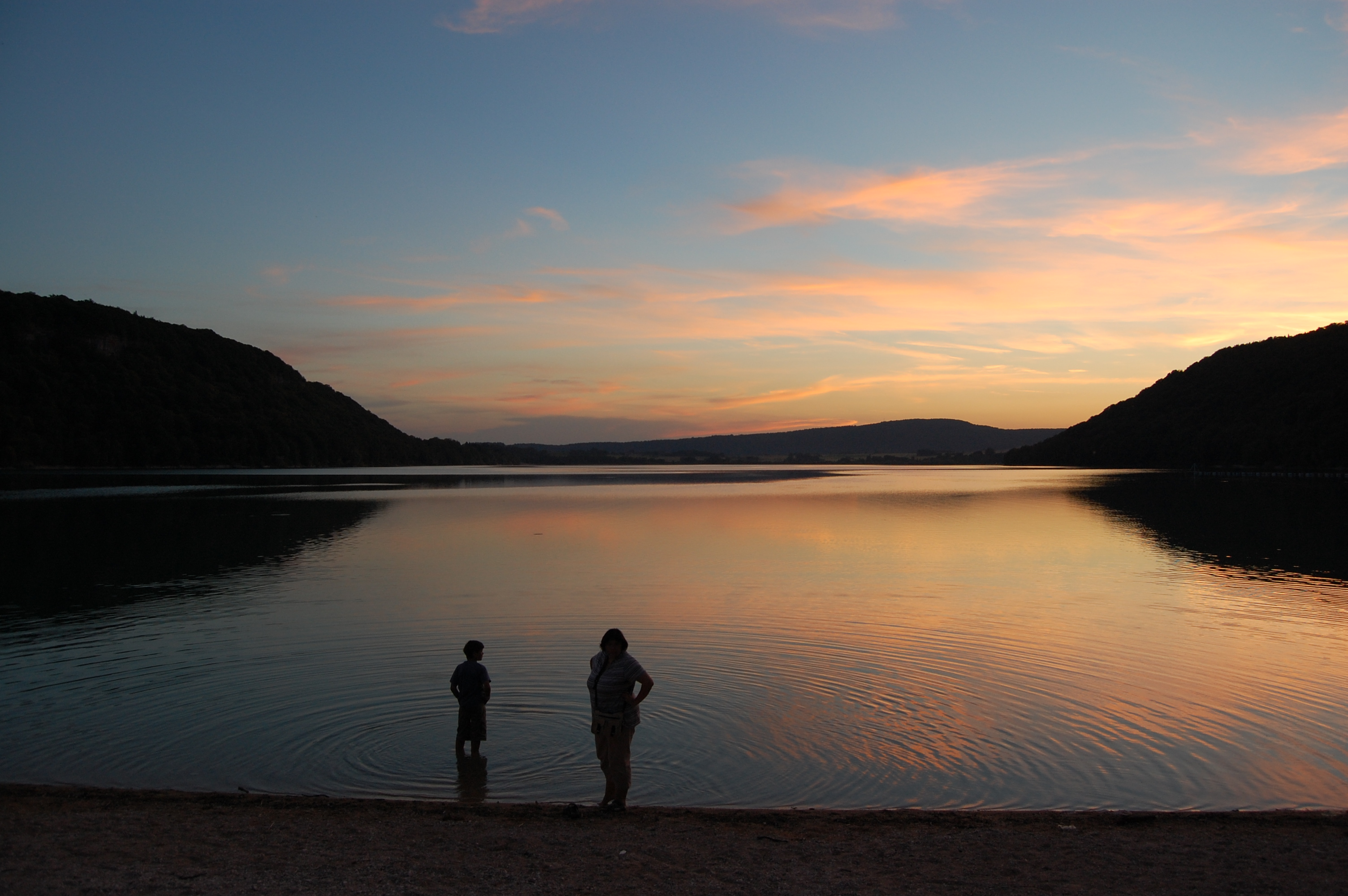
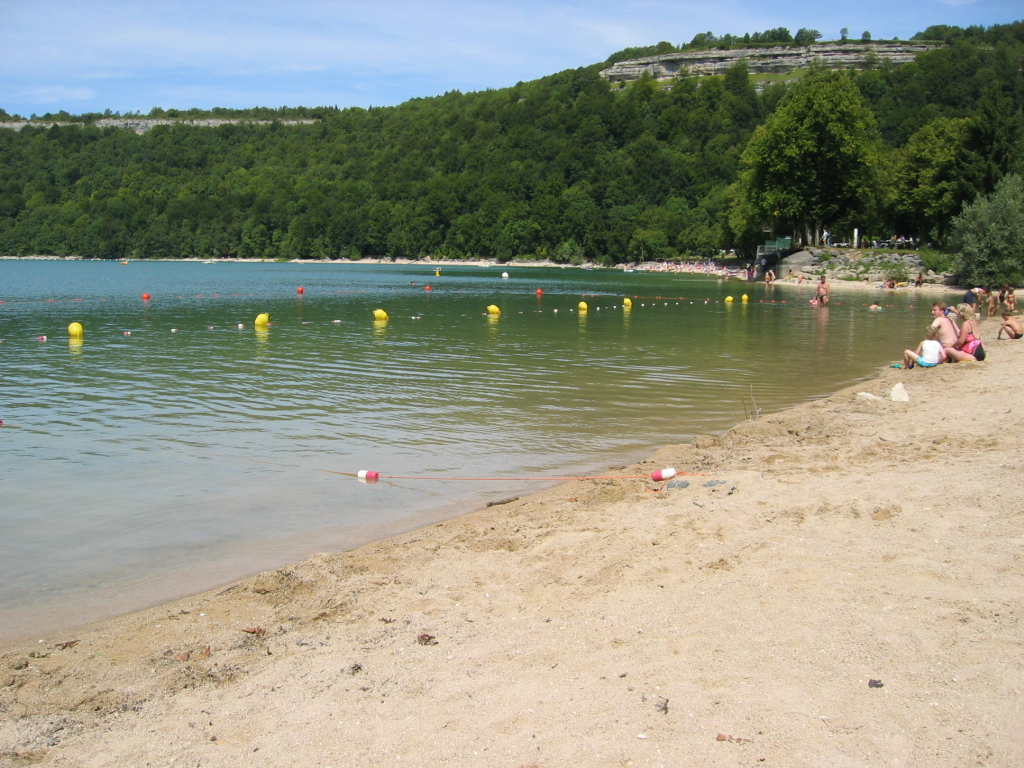
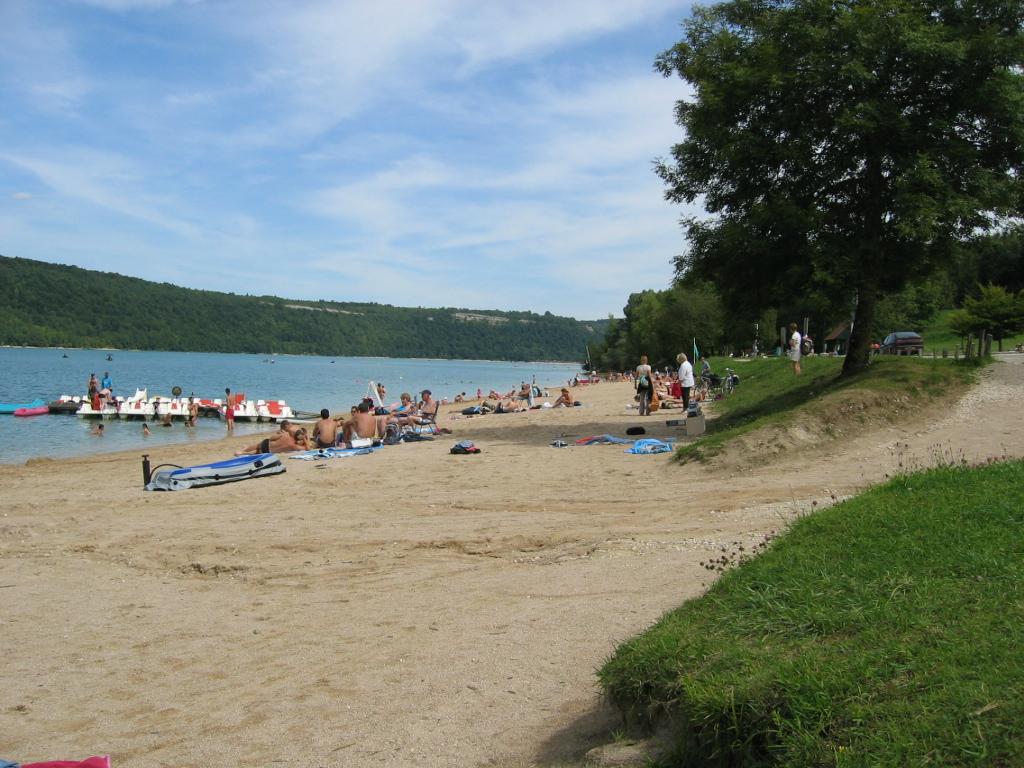
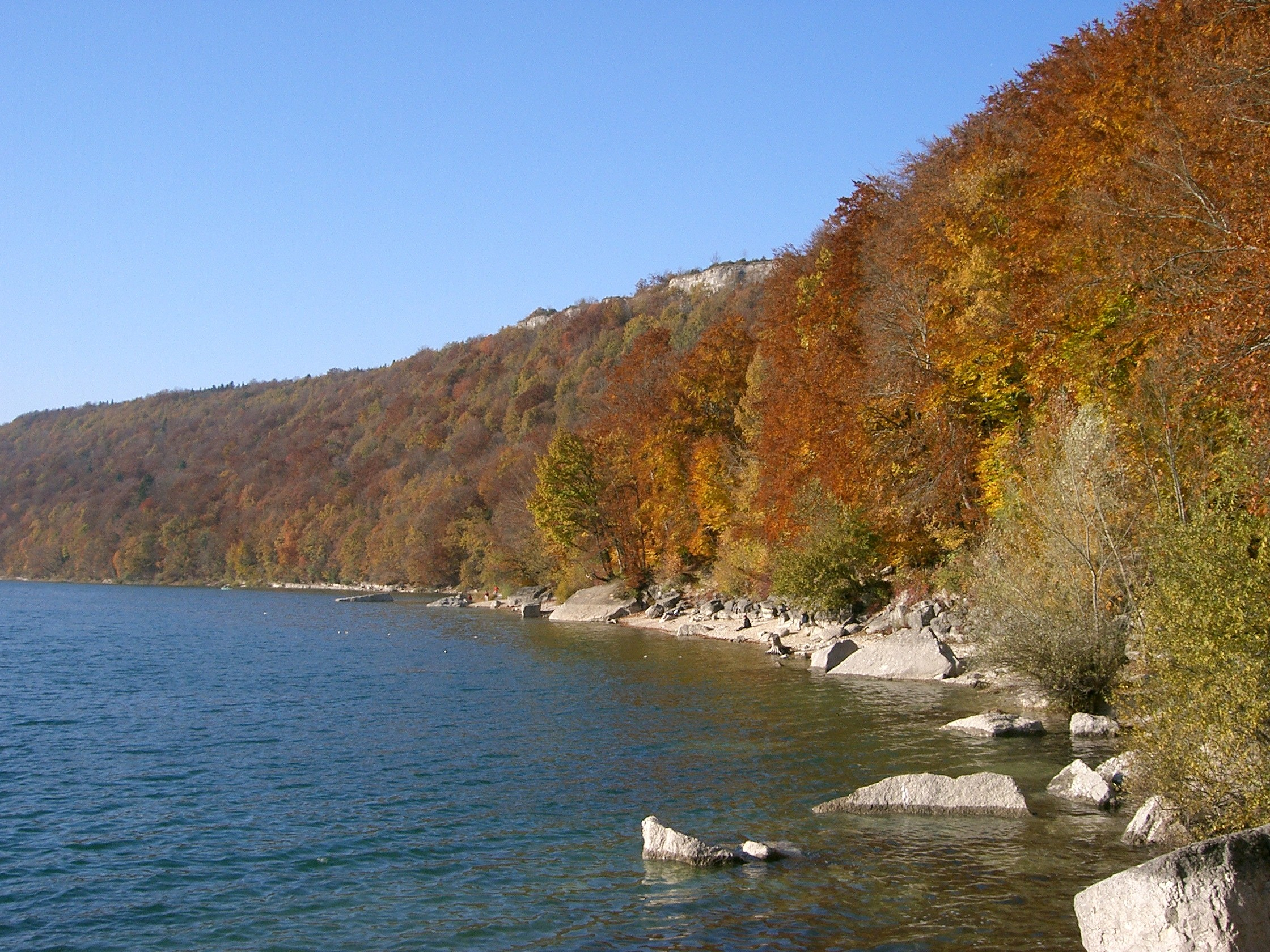

## Activités
De nombreuses activités nautiques de loisir y sont pratiquées à la belle saison, dont la baignade, canoë, voile, planche à voile, plongée, et la pêche (brochet, perche, corégone). La navigation à moteur est interdite pour préserver le calme et l'environnement. La rive constitue une longue plage très fréquentée et en partie surveillée à laquelle s'ajoutent les aménagements des communes de Marigny et de Doucier à chaque coin de l'extrémité ouest. Une maison familiale rurale (MFR) est constituée d'une base nautique ainsi que de classes des 3e et 4e. La MFR de Chalain dispose de la 2e plus grande salle omnisports de France) également installée en bord de lac, sur la commune de Doucier. Le naturisme est officiellement autorisé au nord du lac, avec une pancarte en indiquant l'accès depuis le sentier.